# Майк Барох
Майк Барох (англ. Mike Baroch; нар. 1 червня 1966) — колишній австралійський тенісист.
Найвищу одиночну позицію світового рейтингу — 434 місце досяг 3 березня 1986, парну — 293 місце — 28 липня 1986 року.

## Юніорські фінали турнірів Великого шолома

### Парний розряд: 1 (1 перемога)
| Результат | Рік  | Турнір                                 | Покриття | Partnet        | Суперники                    | Рахунок          |
| --------- | ---- | -------------------------------------- | -------- | -------------- | ---------------------------- | ---------------- |
| Перемога  | 1984 | Відкритий чемпіонат Австралії з тенісу | Тверде   | Марк Кратцманн | Бретт Кастер Девід Макферсон | 6–1, 4–6, [9–11] |